# Liste des évêques de San Bernardino
La liste des évêques de San Bernardino recense les noms des évêques qui se sont succédé sur le siège épiscopal ds San Bernardino en Californie depuis la fondation du diocèse de San Bernardino (Dioecesis Sancti Bernardi) le 14 juillet 1978, par détachement de celui de San Diego.

## Les évêques
- 14 juillet 1978 - 21 mars 1995 : Phillip Straling (Phillip Francis Straling)
- 28 décembre 1995 - 28 décembre 2020 : Gérald Barnes (Gérald Richard Barnes)
  - 2 décembre 2019 - 28 décembre 2020 : Alberto Rojas, comme évêque coadjuteur
- depuis le 28 décembre 2020 : Alberto Rojas (en)

## Source
- (en) « Diocese of San Bernardino », sur Catholic-hierarchy.org